# HCK Meteor Třemošná
HCK Meteor Třemošná je český klub ledního hokeje, který sídlí v Třemošné v Plzeňském kraji. Založen byl v roce 2010. Svůj současný název nese od roku 2016. Od sezóny 2016/17 působí v Plzeňské krajské soutěži – sk. B, šesté české nejvyšší soutěži ledního hokeje.
Své domácí zápasy odehrává na zimním stadionu Třemošná s kapacitou 150 diváků.

## Historické názvy
Zdroj:
- 2010 – HCOP Meteor Třemošná
- 2016 – HCK Meteor Třemošná

## Přehled ligové účasti
Stručný přehled
Zdroj:
- 2010–2015: Plzeňská krajská soutěž – sk. B (6. ligová úroveň v České republice)
- 2016– : Plzeňská krajská soutěž – sk. B (6. ligová úroveň v České republice)

Jednotlivé ročníky
Zdroj:
Legenda: ZČ - základní část, červené podbarvení - sestup, zelené podbarvení - postup, fialové podbarvení - reorganizace, změna skupiny či soutěže
| Česko (2010 – ) |                                 |           |          |                                       |                      |
| Sezóny          | Soutěž                          | Úroveň    | ZČ       | Play-off, nadstavba, sk. o udržení... | Poznámky             |
| 2010/11         | Plzeňská krajská soutěž – sk. B | 6. úroveň | 1. místo |                                       |                      |
| 2011/12         | Plzeňská krajská soutěž – sk. B | 6. úroveň | 3. místo | Zápas o 3. místo (výhra)              |                      |
| 2012/13         | Plzeňská krajská soutěž – sk. B | 6. úroveň | 5. místo | Čtvrtfinále                           |                      |
| 2013/14         | Plzeňská krajská soutěž – sk. B | 6. úroveň | 4. místo | Semifinále                            |                      |
| 2014/15         | Plzeňská krajská soutěž – sk. B | 6. úroveň | 5. místo | Čtvrtfinále                           | Odhlášení ze soutěže |
| ...             |                                 |           |          |                                       |                      |
| 2016/17         | Plzeňská krajská soutěž – sk. B | 6. úroveň | 3. místo |                                       |                      |
| 2017/18         | Plzeňská krajská soutěž – sk. B | 6. úroveň | 9. místo |                                       |                      |
| 2018/19         | Plzeňská krajská soutěž – sk. B | 6. úroveň |          |                                       |                      |